# Senado da Austrália

O Senado é a câmara alta do Parlamento bicameral da Austrália, sendo a câmara baixa a Câmara dos Representantes. A composição e os poderes do Senado estão estabelecidos no Capítulo I da Constituição da Austrália. Há um total de 76 senadores: 12 são eleitos de cada um dos seis estados australianos, independentemente da população, e 2 de cada um dos dois territórios internos autônomos australianos (o Território da Capital Australiana e o Território do Norte). Os senadores são eleitos popularmente sob o sistema de voto único transferível de representação proporcional.

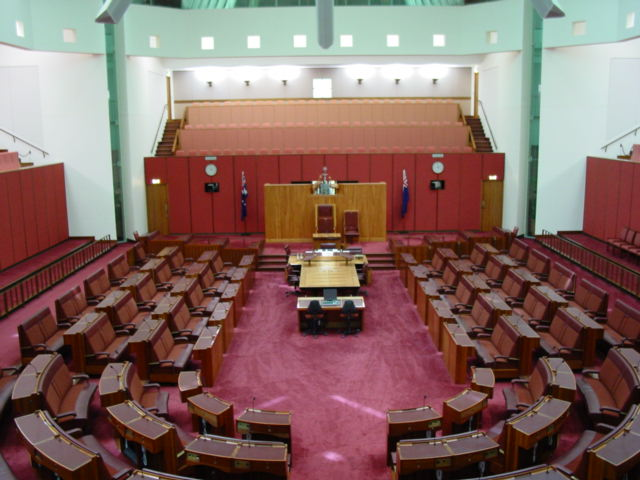
Senado australiano no Parlamento.

O Senado australiano tem o mesmo poder da Câmara dos Representantes, exceto que não pode originar ou alterar projetos de lei de dinheiro (impostos ou leis que se apropriam de dinheiro) – apenas rejeitá-los ou adiá-los. Essa característica, mais próxima do forte bicameralismo do Senado dos EUA, não está presente em outros sistemas comparáveis de Westminster (como a Câmara dos Lordes do Reino Unido), tornando o sistema australiano um híbrido único, às vezes chamado de "mutação de Washminster".
Desde 1948, o Senado tem sido eleito usando um sistema de representação proporcional com uma gama muito mais ampla de partidos e independentes representados na câmara, sem nenhum partido individual geralmente dominando. Após 1981, o governo só teve maioria no Senado de 2005 a 2007; caso contrário, as negociações com outros partidos e independentes têm sido, em geral, necessárias para aprovar legislação. estadunidense.